# Synagoga Sprechera we Lwowie
Synagoga Sprechera we Lwowie – synagoga znajdująca się we Lwowie przy ulicy Gródeckiej 47, zniszczona podczas II wojny światowej.
Synagoga została zbudowana w połowie XIX wieku. Po wkroczeniu wojsk niemieckich do Lwowa w 1941 roku, synagoga została doszczętnie zniszczona. Po zakończeniu wojny nie została odbudowana.